# Campos de Castilla

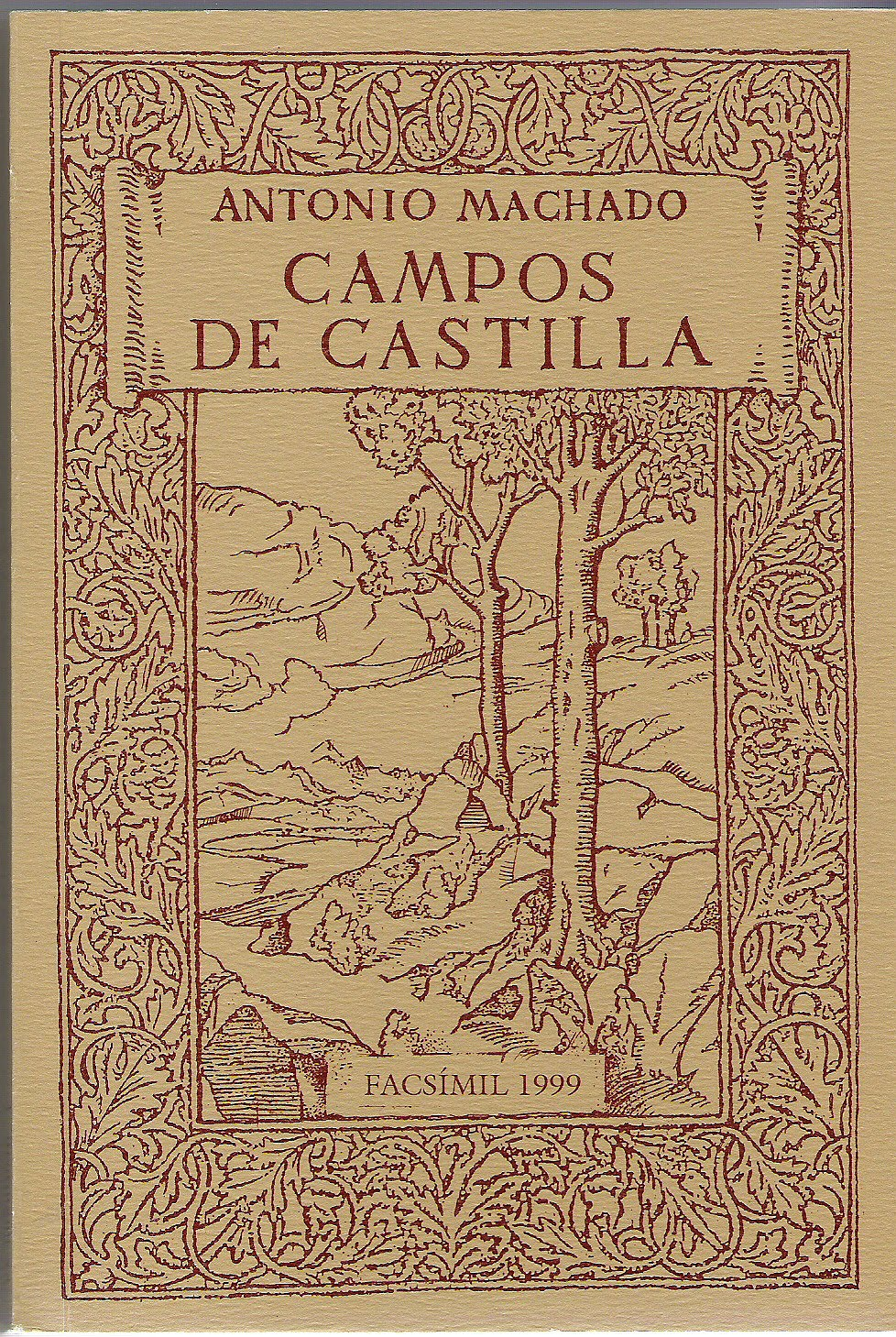
Portada de la edición original de 1912 según la edición facsímil de 1999.

Campos de Castilla es un libro de poesía de Antonio Machado, cuya primera edición apareció en 1912. El Machado del París simbolista y el Madrid bohemio reflejados en sus anteriores poemarios dio paso en la descarnada realidad soriana a un hombre diferente: "...cinco años en Soria —escribiría luego en 1917— orientaron mis ojos y mi corazón hacia lo esencial castellano...—y añade— Ya era, además, muy otra mi ideología". Es la voz del Machado noventayochista. En lo literario, así quedó reflejado en Campos de Castilla; en lo profesional, inició su vida de profesor de instituto; en lo sentimental, descubrió a Leonor, el gran amor de su vida.

## Publicación de la obra
Desde 1908 y viviendo ya en Soria, Machado venía escribiendo poemas que, en un primer compendio, envió a finales de 1910 a Gregorio Martínez Sierra, para su publicación en la Editorial Renacimiento. El editor lo consideró material escaso y de ahí que el libro no se publicase hasta finales de abril de 1912. Al principio se pensaba darle el título de "Tierras de España", que Machado cambió por Campos de Castilla, y que incluía el largo poema romanceado «La tierra de Alvargonzález» (1911).
Esa primera modesta edición de 1912, con la xilografía de un paisaje de árboles otoñales y nubes en la cubierta del libro, contenía 54 unidades de poemas, presentados así: 
- "Campos de Soria", nueve poemas iniciales;
- La tierra de Alvargonzález, extenso romance de ciego en diez capítulos;
- "Proverbios y cantares", 29 pequeños poemas (a los que se sumarían otros 24 en la edición de 1917 de Poesías completas);
- Cuatro poemas sueltos (Humorada, Consejos, Profesión de fe y Mi bufón).
- Dos elogios: a Unamuno, y a Juan Ramón Jiménez, que se sumaban a las dos dedicatorias, a Julio Romero de Torres y al mismo Jiménez, incluidas respectivamente en el poema "Amanecer de otoño" y en "La tierra de Alvargonzález".[nota 2][5]

Por Campos de Castilla, el autor apenas recibió 300 pesetas y no las 800 que según los acuerdos del contrato le hubieran correspondido. Y ello a pesar del inusitado éxito de ventas y críticas: a Unamuno le gustó tanto que prometió al poeta una crítica en La Nación, de Buenos Aires, que publicó el 25 de junio de 1912; Azorín por su parte le dedicó un poético artículo en el diario ABC de Madrid; y Ortega y Gasset lo comentó en Los Lunes de El Imparcial.
En ediciones posteriores, Machado fue añadiendo materiales, pasando de los 54 poemas iniciales a los 123 de las Poesías completas (1936). Los "proverbios y cantares" aumentaron de 29 a 53, y los "elogios" de dos a doce.

## Temática
Desde su primera edición y en apariencia, Campos de Castilla no tiene la unidad formal del libro anterior, Soledades. Galerías. Otros poemas (1907). Ángel González, un clásico en la bibliografía de estudiosos de Machado, analizaba en 1986 la evolución manifiesta en Campos de Castilla, explicando que el Machado "misterioso y silencioso" (en palabras del modernista Rubén Darío), tímido, lírico y quizá indiferente a todo lo que no fuesen sus ensoñaciones simbolistas, mutó, en su choque con la Castilla profunda, hacia un poeta nuevo que no teme a expresar con contundencia sus juicios. Se manifiesta al fin sin adornos, el Machado ético, regeneracionista formado en la Institución Libre de Enseñanza y patriótico.
El propio Machado en su, ya citado, prólogo a la edición de Páginas escogidas, de 1917, se explica sí mismo con estas palabras: 

"Somos víctimas —pensaba yo— de un doble espejismo. Si miramos afuera y procuramos penetrar en las cosas, nuestro mundo externo pierde en solidez, y acaba por disipársenos cuando llegamos a creer que no existe por sí, sino por nosotros. Pero, si convencidos de la íntima realidad, miramos adentro, entonces todo nos parece venir de fuera, y es nuestro mundo interior, nosotros mismos, lo que se desvanece. ¿Qué hacer entonces?"
Antonio Machado (1917)

La respuesta habrá de encontrarla el lector interesado en las páginas de Campos de Castilla.

### La tierra de Alvargonzález
Campos de Castilla incluyó desde su primera edición la versión en verso de "La tierra de Alvargonzález", un original ejemplo de recuperación de la tradición del romancero español; no en vano Machado aprendió a leer en el Romancero general compilado por su abuelo Agustín Durán (1793-1862). 
El largo romance "La tierra de Alvargonzález" pudo tener origen e inspiración en acontecimientos reales. El hispanista Ian Gibson cuenta la profunda impresión que produjo en Machado el crimen perpetrado el 20 de agosto de 1908 en Carrascosa de Abajo y el subsiguiente juicio, celebrado en la Audiencia Provincial de Soria el 15 de marzo de 1909. Se sabe que tal suceso inspiró a Machado el poema "Un criminal" (CVIII de Campos de Castilla). También pudo influirle la noticia del crimen de "Durcielo" (Duruelo), ocurrido el 18 de julio de 1910, cuyos detalles, como en el de Carrascosa, dejaron espantosa memoria en los habitantes del campo soriano.
El romance de Machado también se desarrolla en las altas tierras de Soria, y narra la desgraciada y casi bíblica historia de una familia campesina, un matrimonio con tres hijos. Siguiendo la tradición, los dos hermanos mayores heredan la hacienda, uno los huertos y otro el ganado, y el pequeño es entregado a la Iglesia. No tarda el poco religioso benjamín en colgar los hábitos y anunciar su decisión de emigrar a las Indias en busca de fortuna. En su ausencia, se casan los dos mayores y la cizaña de sus mujeres y la codicia de todos acaba con el brutal asesinato del padre por sus propios hijos, que esconden su cadáver arrojándolo a la Laguna Negra. Los campos a partir de entonces se niegan a producir. Al regresar de las Indias, los hermanos asesinos le cuentan al recién llegado la misteriosa desaparición del padre y la progresiva pérdida de la hacienda. El indiano les compra las tierras, que a partir de entonces volverán a ser feraces. Entretanto, la aparición del fantasma paterno a los asesinos incrementa su miedo y su vergüenza. El romance termina dramáticamente con la muerte de los parricidas, arrojándose enloquecidos a la misma laguna en la que no hallaba descanso el alma de su padre.

#### Ediciones y estructura
A partir de un manuscrito inicial, subtitulado "Romance de ciego", Machado publicó en abril de 1912, en la revista La Lectura, una primera versión recortada de La tierra de Alvargonzález. Cinco años después el propio poeta explicó sus razones para recuperar el espíritu y la forma del Romancero: "Mis romances no emanan de las heroicas gestas, sino del pueblo que las compuso y de la tierra donde se cantaron; mis romances miran a lo elemental humano, al campo de Castilla y al Libro Primero de Moisés, llamado Génesis".
El largo poema —712 versos—, dedicado a Juan Ramón Jiménez, está estructurado en diez partes tituladas: La tierra de Alvargonzález (introducción), El sueño, Aquella tarde, Otros días, Castigo, El viajero, El indiano, La casa, Los asesinos, y La tierra; (a su vez subdivididas en pequeños pasajes).